# Walter Steinbauer
Walter Steinbauer, född 20 januari 1945, död 28 maj 1991, var en västtysk bobåkare.
Steinbauer blev olympisk bronsmedaljör i fyrmansbob vid vinterspelen 1972 i Sapporo.